# Hemerocallis hakuunensis
Hemerocallis hakuunensis  (лат.) — вид однодольных растений рода Лилейник (Hemerocallis) семейства Ксанторреевые (Xanthorrhoeaceae). Впервые описан японским ботаником Такэносином Накаи в 1943 году.
Синоним — Hemerocallis micrantha Nakai.

## Распространение
Эндемик Южной Кореи.

## Ботаническое описание
Клубень 2—2,5 см длиной.
Цветонос высотой 85—100 см, ветвящийся.
Соцветие с 6—11 цветками оранжевого цвета.
Плод широкоэллиптической формы.